# Garçon stupide
Garçon stupide (Español: Chico estúpido) es una película suiza de 2004 con temática LGBT dirigida por Lionel Baier. Cuenta la historia de la doble vida de un chico que dedica sus noches al sexo y por el día trabaja en una fábrica de chocolate.

## Argumento
Loïc es un chico muy especial, que nunca ha llevado una vida convencional. Comparte apartamento con su amiga Mary, que trabaja en un museo de ciencias naturales. De día trabaja en una fábrica de chocolate y por la noche se convierte en el rey del sexo por internet, donde concierta citas con numerosos hombres con quienes mantiene relaciones frías y desapasionadas, a veces ejerciendo la prostitución (hecho del cual se jacta ante su amiga) o perpetrando pequeños hurtos (como cuando decide robar pastillas de la casa de uno de sus amantes).
Loïc mantiene repetidos encuentros con un hombre que no está interesado en tener sexo con él, sino en escucharlo y conocerlo, el director sitúa la cámara en los ojos de ese hombre desde el cual observamos a Loïc. Este personaje en el fuera de campo cuestiona al muchacho y su proceder, por qué miente cuando dice su nombre, por qué prefiere tomar pastillas en lugar de alimentarse apropiadamente o acostarse con personas a quienes no conoce o con quienes no ha mediado palabra.
Al mismo tiempo Loïc demuestra tener interés por la fotografía, a la que se dedica como aficionado utilizando la cámara de su teléfono celular. Al toparse accidentalmente con la foto de Rui, estrella del fútbol local de poca monta, Loïc comienza a obsesionarse con él, recopila información sobre su persona y comienza a sacarle fotos a escondidas en los entrenamientos. 
Su amiga Mary cuestiona constantemente sus conocimientos, lo que lleva a Loïc a revisar repetidamente definiciones enciclopédicas sobre distintos temas, las cuales memoriza mecánicamente. Cuando Mary conoce a un hombre y decide formar pareja y tener sexo con él, Loïc tiene un ataque de celos que lo lleva a irse del apartamento, acusando a su amiga de "prostituta".
Luego y sin una razón clara, al retornar a la casa, el muchacho encuentra a Mary muerta, tirada en el suelo del baño en medio de un charco de sangre. Motivo de esto, huye llevándose el automóvil de su amiga.
Su escape lo lleva a encontrarse casualmente con Rui, a quien le dice que es fotógrafo y le ofrece tomarle fotografías. Rui lo lleva a su casa, le muestra su vida y su familia (ya que es padre de un niño pequeño). El jugador de fútbol compara su mediocridad al jugar en un equipo pequeño de la localidad, con la mediocridad de Loïc que utiliza su cámara celular para tomar fotografías.
Loïc sufre luego un accidente de auto, luego del cual es recogido en el hospital por quienes aparentemente serían sus padres, quienes no le demuestran afecto pero lo hospedan en su hogar. Una vez repuesto, el muchacho sale a las calles, retira sus ahorros y compra una cámara de video semi-profesional con la cual recoge imágenes de una manifestación; su voz en off nos dice que ha decidido darle un rumbo a su vida, no sabe qué es lo que va a ser, pero si sabe qué NO va a ser.
Luego en una escena casi de ensueño, vemos como Loïc se encuentra con un muchacho en el parque de diversiones, sus miradas se cruzan e intercambian sonrisas.

## Información adicional
El film estaría basado en la vida real del actor que oficia de protagonista, Pierre Chatagny.
Garçon Stupide no ha recibido galardones de importancia, solo una nominación como mejor actriz de reparto para Natacha Koutchoumov en el rol de Mary, para los premios al Cine Suizo de 2005.
Fue proyectada en el festival de Cine Mundial de Montreal (26 de agosto a 5 de septiembre de 2005).

## Técnica cinematográfica
Lionel Baier se aparta de algunas convenciones de las técnicas cinematográficas tradicionales. Predomina el primer plano intenso, la cámara en mano y se hace uso de la cámara subjetiva con voz en off. 
Una escena que cabe destacar es en la que el protagonista entra en una sala de conversación en internet, y se escribe con numerosas personas, a medida que vemos ventanas de conversación aparecer, el uso de la pantalla dividida nos muestra mediante recuadros en pantalla las distintas escenas donde Loïc mantiene sexo ocasional. Estas secuencias resumen son acompañadas de música clásica de Serguéi Rajmáninov.
La temporalidad es fragmentaria, con numerosas elipsis y escenas aparentemente inconexas, parece dejar a la libre interpretación del espectador la comprensión de algunos acontecimientos.